# Санторини (аэропорт)
Национальный аэропорт Санторини (греч. Κρατικός Αερολιμένας Σαντορίνης ИАТА: JTR, ИКАО: LGSR) — аэропорт на острове Санторини, Греция, расположен к северу от деревни Камарион. Является одновременно гражданским и военным аэропортом. Одновременно может принимать только 6 самолётов.
Санторини - один из немногих островов Киклад со значимым аэропортом. Взлётная полоса способна принимать такие самолёты, как Боинг 757, Боинг 737, Airbus A320, BAe 146, Fokker 70 и ATR 72. Регулярные рейсы в аэропорт совершают авиакомпании Olympic Airlines и Aegean Airlines. Летом множество компаний совершают чартерные рейсы в аэропорт. В 2014 году пассажиропоток достиг отметки в 1,179,653 пассажира.